# 徳風高等学校
徳風高等学校（とくふうこうとうがっこう）は、三重県亀山市和賀町に本校がある私立通信制高等学校。JR関西本線・紀勢本線 亀山駅から送迎バスで約5分。

## 運営法人
- 学校法人三重徳風学園

## 設置学科
- 全日型総合コース
- 全日型ドッグケアコース
- 全日型パソコンコース
- 土日コース
- サポートコース

## 選択講座授業
- ネイルアート講座
- スポーツ講座
- 調理講座
- 運転免許取得講座

## 所在地
本校
- 三重県亀山市和賀町1789-4
  - 廃校となった城南高等学校（1963年（昭和38年） - 1970年（昭和45年））の校地を買収したものである。

津サポート教室
- 三重県津市 （津駅西口から約3分）。

## 技能連携校
- 鴻池学園高等専修学校
- 青池調理師専門学校
- 徳風技能専門学校 - 徳風高校と同住所・設置法人も同じ。